# ابراهیم زمانی آشتیانی
سرهنگ ابراهیم زمانی آشتیانی (زاده ۱۲۹۴ - درگذشته ۱۳۶۸) رمان‌نویس، فیلم‌نامه‌نویس و یکی از پاورقی‌نویسان مشهور ایران بود. وی در مجله ترقی با پاورقی‌های تاریخی خود طرفداران بی‌شماری داشت.
گفته می‌شود تعداد صفحات به جا مانده از این نویسنده پرکار (اعم از رمانهای تاریخی و اجتماعی و پاورقیهای مختلف) بیش ازنیم میلیون صفحه می‌باشد که ازلحاظ کثرت درایران بی‌رقیب و در خارج با الکساندر دوما قابل مقایسه‌است. «به سوی روم» در سه جلد، خورشید تیسفون در سه جلد، «دلشادخاتون» در هفت جلد، «زیبای مخوف» در هفت جلد، «سلطانه جنگل» در یازده جلد، از جمله آثار اوست که ابتدا به شکل پاورقی در مجله «ترقی»، سپس در صدها دفتر (جزوه) هفتگی پنج ریالی و در نهایت به شکل مستقل، منتشر شدند.
آشتیانی در سال ۱۳۳۷ به دعوت دکتر اسماعیل کوشان به پارس فیلم رفت تا فیلم‌نامه اولین فیلم ایرانی «سینماسکوپ» را با عنوان «عروس فراری» بنویسد. این فیلم به کارگردانی «سیامک یاسمی» با عنوان «طلسم شکسته» به نمایش درآمد. یک فیلم تاریخی پرهیجان که مخاطبان بی‌شماری را جذب کرد.
موفقیت طلسم شکسته باعث تداوم زوج سیامک یاسمی و «زمانی آشتیانی» شد. «زمانی آشتیانی فیلم‌نامه فیلم‌های چشمه آب حیات (۱۳۳۸)، عمو نوروز (۱۳۴۰)، آس و پاس (۱۳۴۰)، ورپریده (۱۳۴۱)، گنج قارون (۱۳۴۳)، شمشی پهلوون (۱۳۴۵)، طوفان نوح (۱۳۴۶)، دالاهو (۱۳۴۶)، تنگه اژدها (۱۳۴۷)، بر آسمان نوشته (قوز بالاقوز) (۱۳۴۹) و لیلی و مجنون (۱۳۴۹) از ساخته‌های سیامک یاسمی را نوشته‌است.»
گنج قارون و دالاهو موفق‌ترین و پرفروش‌ترین آثار زوج آشتیانی و یاسمی محسوب می‌شوند. آشتیانی همچنین فیلم‌نامه فیلم‌های «دندان افعی» ساخته اسماعیل کوشان (۱۳۴۰) و دروازه تقدیر (۱۳۴۶) و هفت شهر عشق از ساخته‌های «حمید مجتهدی» را نوشته‌است. در سال ۱۳۴۸ سیاوش یاسمی قصد داشت فیلم «هوکانی» را براساس فیلم‌نامه آشتیانی بسازد که به دلایلی این فیلم به سرانجام نرسید.
وی فیلم‌نامه ۱۷ فیلم فارسی را بین سال‌های ۱۳۴۹–۱۳۳۷ نوشته‌است.

## آثار
- خورشید تیسفون(۳ جلد)
- به سوی روم(۳ جلد)
- دلشاد خاتون و زیبای مخوف (۱۵۰۰۰ صفحه)
- آرزو (۴ جلد)
- ماهرو
- عشقهای خسرو پرویز(۲۴۵۰ صفحه)
- سلطانه جنگل(۷۴۰۰ صفحه)
- صدایی از میان آتش
- اسرار دخمه شاپور
- اسرار کوه گریه کنان
- توقیف داماد در شب عروسی
- علی و معاویه
- اسرار دریاچه بختگان

## فیلمنامه‌ها
- قوز بالا قوز (۱۳۴۹)
- لیلی و مجنون (۱۳۴۹)
- بر آسمان نوشته (۱۳۴۷)
- تنگه اژدها (۱۳۴۷)
- یوسف و زلیخا (۱۳۴۷)
- دالاهو (۱۳۴۶)
- دروازه تقدیر (۱۳۴۶)
- طوفان نوح (۱۳۴۶)
- هفت شهر عشق (۱۳۴۶)
- ورپریده (۱۳۴۱)
- آس و پاس (۱۳۴۰)
- دندان افعی (۱۳۴۰)
- عمو نوروز (۱۳۴۰)
- چشمه آب حیات (۱۳۳۸)
- طلسم شکسته (۱۳۳۷)
- گنج قارون (۱۳۴۳)